# Ryō Ikebe
Ryō Ikebe (池部 良, Ikebe Ryō, 11 de fevereiro de 1918 - 8 de outubro de 2010) foi um ator japonês.

## Vida e carreira
Ikebe se formou na Universidade Rikkyō e originalmente queria ser diretor, mas acabou estreando como ator para os estúdios Toho em 1941. Ele não alcançou popularidade até estrelar em vários filmes adolescentes no final dos anos 1940. Ikebe expandiu seu papéis na década de 1950, embora ainda aparecesse frequentemente em filmes do gênero tokusatsus da Toho e de yakuza da Toei. Ele também era conhecido como ensaísta. Em 8 de outubro de 2010, ele morreu de envenenamento de sangue, aos 92 anos.

## Filmografia selecionada

### Filmes
- Kibô no aozora (1942) - Tsutomu
- Midori no daichi (1942) - Kome Yan
- Yottsu no koi no monogatari (1947) - Masao (episódio 1)
- Sensô to heiwa (1947)
- Haru no kyôen (1947) - Sampei Hayasaka
- Ai yo hoshi to tomo ni (1947)
- Sono yo no boken (1948)
- Hakai (1948) - Segawa
- Niizuma kaigi (1949)
- Koi no jusan yoru (1949)
- Shin'ya no kokuhaku (1949) - Repórter Moriguchi Shigeya
- Aoi sanmyaku (青い山脈) (1949) - Rokusuke Kaneya
- Zoku aoi sanmyaku (1949) - Rokusuke Kaneya
- Kikoku (Damoi) (1949)
- Rinchi (1949) - Nobuo Sugawara
- Akatsuki no dasso (暁の脱走) (1950) - Mikami
- Ishinaka sensei gyōjōki (1950)
- Bōryoku no Machi (ペン偽らず 暴力の街 Pen itsurazu: Bōryoku no machi) (1950)
- Onna no shiki (1950)
- Tsuma to onna kisha: Wakai ai no kiki (1950) - Ryôhei Kajimoto
- Yama no kanata ni - Dai ichi-bu: Ringo no hoo (1950)
- Yama no kanata ni - Dai ni-bu: Sakana no seppun (1950)
- Akatsuki no tsuiseki (1950)
- Yama no kanata ni - Dai ichi-bu: Ringo no hoo: Dai ni-bu: Sakana no seppun - Sôshûhen (1950)
- Ai to nikushimi no kanata e (1951)
- Takarazuka fujin (1951)
- Wakai musumetachi (1951) - Kawasaki
- Nessa no byaku ran (1951)
- Hakamadare Yasusuke (1951)
- Aoi shinju (1951)
- Wakôdo no uta (1951)
- Bungawan soro (1951)
- Onnagokoro dare ka shiru (1951)
- Koi no rantô (1951)
- Koibito (1951)
- Kaze futatabi (1952)
- Asa no hamon (1952) - Niheita Inobe
- Kin no tamago: Golden girl (1952)
- Wakai hito (1952)
- Gendai-jin (現代人 Gendaijin) (1952)
- Ashi ni sawatta onna (1952) - Gohei
- Oka wa hanazakari (1952) - Masaya Nozaki
- Yoru no owari (1953) - Shinji Kizaki
- Tokai no yokogao (1953) - Ueda
- Ashita wa dotchi da (1953) - Saniwa
- Botchan (1953) - Botchan
- Bochan (1953)
- Chi no hate made (1953)
- Onna gokoro wa hitosuji ni (1953) - Gintarô
- Saraba Rabauru (1954) - Capitão Wakabayashi
- Kaze tachinu (1954) - Eyoichi Fukuyama
- Geisha Konatsu (1954) - Kubo
- Watashi no subete o (1954) - Saburo Seki
- Kimi shinitamo koto nakare (1954)
- Ani-san no aijô (1954)
- Koi-gesho (1955) - Rikiya Kizu
- Owarai torimonocho-hatchan hatsutegara (1955)
- Fumetsu no nekkyû (1955)
- Sanjusan go sha otonashi (1955)
- Tabiji (旅路) (1955) - Naojiro Mikazuki
- Rangiku monogatari (乱菊物語) (1956)
- Sōshun (早春) (1956) - Shôji Sugiyama
- Kyûketsu-ga (1956) - Kôsuke Kindaichi
- Kon'yaku sanbagarasu (1956)
- Gendai no yokubô (1956) - Hiroshi Tanigawa
- Byaku fujin no yoren (白夫人の妖恋) (1956) - Xu Xian
- Kojinbutu no fufu (1956)
- Ani to sono musume (1956) - Kaisuke Mamiya
- Bôkyaku no hanabira (1957)
- Yukiguni (雪国) (1957) - Shimamura
- Bôkyaku no hanabira: Kanketsuhen (1957)
- Yuunagi (1957) - Kosuke Igawa
- Datsugokushû (1957)
- Shizukanaru otoko (1957)
- Ankoru watto monogatari utsukushiki aishu (1958) - Shun'ichi Kawai
- Tōkyō no kyūjitsu (東京の休日) (1958) - Senpai
- Yajikata dôchû sugoroku (1958) - Ryônosuke Taya
- Daigaku no ninkimono (1958) - Treinador Urano
- Jinsei gekijô - Seishun hen (1958)
- Kodama wa yonde iru (1959) - Seizô Nabayama
- Tegami o kakeru (1959)
- Sensuikan I-57 kofuku sezu (潜水艦イ-57降伏せず) (1959)
- Anyakôro (1959) - Kensaku Tokito
- Oneechan makari tôru (1959)
- Uchū daisensō (宇宙大戦争) (1959) - Major Ichiro Katsumiya
- Kêisatsû-kan to bôryôku-dan (1959)
- Hawai Middowei daikaikûsen: Taiheiyô no arashi (1960)
- Otoko tai otoko (1960) - Kikumori
- Sararîman Chûshingura (1960) - Takuni Asano
- Jiyûgaoka fujin (1960)
- Toiretto shacho (1961)
- Toilet buchô (1961) - Noboru Kasajima
- Kuroi gashû dainibu: Kanryû (1961)
- Kaei (1961)
- Yōsei Gorasu (妖星ゴラス) (1962) - Dr. Tazawa - Astrofísico
- Ika naru hoshi no moto ni (1962) - Kurahashi
- Chūshingura: Hana no Maki, Yuki no Maki (1962) - Chikara Tsuchiya
- Taiheiyô no tsubasa (1963)
- Chintao yôsai bakugeki meirei (1963)
- Kawaita hana (乾いた花) (1964) - Muraki
- Haigo no hito (1965) - Yoshio Shido
- Daikon to ninjin (1965) - Kotaki
- Oshaberi na shinju (1965)
- Kemonomichi (1965) - Shôjirô Kotaki
- Shôwa zankyô-den (1965) - Kazama
- Shôwa zankyô-den: Karajishi botan (1966)
- Showa zankyo-den: Ippiki okami (1966)
- Otoko dokyô de shobû (1966)
- Shôwa zankyô-den: Chizome no karajishi (1967) - Jûkichi Kazama
- Zankyô Abarehada (1967) - Kyohei Shigemasa
- San-nin no bakuto (1967)
- Otoko no shobu: kantô arashî (1967)
- Moeru kumo (1967)
- Ah kaiten tokubetsu kogetikai (1968)
- Rikugun chôhô 33 (1968) - Suharut Danan
- Gokuchu no kaoyaku (1968)
- Ah, yokaren (1968) - Staff Officer Matsumoto
- Shôwa zankyô-den: Karajishi jingi (1969)
- Chôkôsô no akebono (1969)
- Gendai yakuza: Yotamono jingi (1969) - Irmaõ mais velho de Goro
- Tosei-nin Retsuden (1969)
- Shushô jingi: O-inochi chôdai (1969)
- Showa zankyo-den: Hito-kiri karajishi (1969)
- Shôwa zankyô-den: Shinde moraimasu (1970)
- Nihon boryoku-dan: kumicho kuzure (1970)
- Gekidō no Shōwashi: Okinawa Kessen (1971)
- Showa zankyo-den: hoero karajishi (1971)
- Showa zankyo-den: Yabure-gasa (1972)
- Hikage-mono (1972)
- Bokyo Komori-uta (1972)
- Chokugeki! Jigoku-ken (1974) - Arashiyama
- Chokugeki jigoku-ken: Dai-gyakuten (1974) - Arashiyama
- Â kessen kôkûtai (1974)
- Saikai (1975)
- Hi no ataru sakamichi (1975)
- Kimi yo fundo no kawa wo watare (1976) - Ito
- Wakusei Daisensō (惑星大戦争) (1977) - Professor Takigawa
- Tarao Bannai (1978) - Nobuyuki Kinomata
- Kaichô-on (1980) - Riichiro Ujima
- Eki Station (駅 STATION) (1981) - Chefe Nakagawa
- Shōsetsu Yoshida gakkō (小説吉田学校) (1983) - Taketora Ogata
- Izakaya Chôji (1983) - Horie
- The Audition (1984) - Shozo godai
- Mishima: A Life in Four Chapters (1985) - Interrogador
- Hitohira no yuki (1985)
- Uemura Naomi monogatari (1986) - Sanada
- Umi e (1988)
- Aoi sanmyaku '88 (1988) - Zenbei Terazawa[3]

### Séries de televisão
- Karei-naru Ichizoku (1974–75) - Shōichi Mikumo[4]
- Sanga Moyu (1984) - Kenny Matsubara[5]
- Dokuganryū Masamune (1987) - Sen no Rikyū[6]